# Exfoliación química
Un peeling químico o pelado químico o conocido también como exfoliación química es una técnica de tratamiento corporal que se utiliza para mejorar y suavizar la textura de la piel, a menudo la piel del rostro, usando una solución química que hace que la piel muerta se desprenda y finalmente se despegue. La piel regenerada suele ser más suave y menos arrugada que la piel vieja. Algunos tipos de peelings químicos se pueden comprar y administrar sin una licencia médica, sin embargo, se recomienda a las personas buscar ayuda profesional de un dermatólogo, esteticista, cirujano plástico, cirujano oral y maxilofacial, otorrinolaringólogo o en un tipo específico de exfoliación química antes de que el procedimiento sea realizado.

## Tipos de peelings químicos
Existen varios tipos de peelings químicos:

### Exfoliación con ácido alfa hidroxilo
Los ácidos alfa hidroxilos (AHA) son ácidos carboxílicos de origen natural, tales como el ácido glicólico, un componente natural del jugo de caña de azúcar y el ácido láctico, el cual se encuentra en la leche agria y jugo de tomate. Esta es una de la más leves fórmulas de peeling para el tratamiento de las arrugas finas, zonas de sequedad, pigmentación irregular y el acné. Los ácidos alfa hidroxilos también se pueden mezclar con una crema o lavado facial en concentraciones menores como parte de un régimen de cuidado de la piel todos los días para mejorar la textura de la misma.
Hay cinco ácidos de frutas comunes: ácido cítrico, ácido glicólico, ácido láctico, ácido málico y ácido tartárico. Existen muchos otros ácidos alfa hidroxilos, los cuales también se usan.
Los tratamientos de peeling de AHA no están sugeridos para el tratamiento de las arrugas. Los tratamientos de peeling de AHA pueden causar escozor, enrojecimiento de la piel, irritación leve de la piel y sequedad.

### Exfoliaciones con ácido hidroxilo beta
Cada vez es más común el uso del ácido beta hidroxilo (BHA) para procedimientos de peeling, esto en lugar del ácido alfa hidroxilo (AHA). Los peelings con el ácido BHA son más capaces de profundizar en el poro que los AHA. Los estudios demuestran que las exfoliaciones con BHA controlan la excreción de sebo, acné, así como la eliminación de las células muertas de la piel, hasta cierto punto mejor que los AHA debido a que los AHA trabajan solo en la superficie de la piel. El ácido salicílico es un ácido beta hidroxilo.

### Exfoliación de Jessner
El peeling de solución de Jessner, anteriormente conocida como la fórmula de Coombes, fue iniciada por el Dr. Max Jessner, un dermatólogo alemán-americano. El Dr. Jessner combinó ácido salicílico (al 14%), ácido láctico y resorcinol en una base de etanol. Se cree que esta fórmula rompe puentes intracelulares entre los queratinocitos.
Es muy difícil sobrepelar la piel debido a los porcentajes leves asociados con la combinación de ácido, además de que no penetra tan profundamente como otros peelings químicos.

### Exfoliación con ácido retinoico
El ácido retinoico es un retinoide. Este tipo de peeling facial también se realiza en el consultorio de un cirujano plástico, cirujano oral y maxilofacial, o un dermatólogo en un entorno de spa médico. Este es un peeling más profundo que el realizado con ácido beta hidroxilo y se utiliza para eliminar las cicatrices, así como las arrugas y problemas de pigmentación. Por lo general se realiza en conjunto con un tratamiento Jessner; que se realiza justo antes, con el fin de abrir la piel, por lo que el ácido retinoico puede penetrar en un nivel más profundo. El cliente permanece con la solución de peeling químico en su cara. El proceso de exfoliación tiene lugar al tercer día. Los cambios más drásticos en la piel requieren múltiples exfoliaciones.

### Exfoliación con aceite de Crotón/Fenol
Anteriormente conocido como un peeling de fenol, este tratamiento de la piel fue popularizado nuevamente por el Dr. Gregory Hetter. En una serie de artículos, él cubre su uso histórico desde el uso en forma clandestina por las primeras estrellas de Hollywood en la década de 1920 para mantener su apariencia juvenil, hasta su incorporación en la práctica médica de rejuvenecimiento en la década de 1960 por el Dr. Thomas Baker, e incluso todo el camino hasta el desarrollo de una base moderna para su uso y dosificación. El ingrediente activo es el componente de aceite de crotón, que anteriormente estaba mal entendido o deliberadamente ofuscado. Es la base para una exfoliación química profunda,  que provoca una reacción exfoliante cáustica intensa en la piel, y, finalmente, resulta en la regeneración de la arquitectura dérmica, restaurando eficazmente la dermis más joven de una manera que no puede ser replicada por otros peelings más superficiales.

## Las complicaciones de los peelings químicos
Cuanto más profundo es el peeling, más complicaciones son las que pueden surgir. Los tratamientos profesionales de peelings químicos se administran típicamente por dermatólogos certificados o esteticistas con licencia.
Los kits de peeling caseros menos profesionales y de menor concentración pueden causar riesgos en la salud, incluyendo lesiones y cicatrices en la piel. Las posibles complicaciones incluyen fotosensibilidad, eritema prolongado, cambios pigmentarios, milia (puntos blancos), atrofia de la piel y cambios de textura.

## Anestesia
Las exfoliaciones químicas suaves como AHA y exfoliaciones con ácido glicólico se realizan generalmente en los consultorios médicos. No hay un mínimo de incomodidad. por lo general se administra sin anestesia porque el paciente siente un ligero escozor cuando se aplica la solución. No se necesita ningún analgésico.
Los peelings medianos como TCA también se realizan en el consultorio del médico o en un centro de cirugía ambulatoria como un procedimiento ambulatorio y puede causar más molestias. Con frecuencia, se administra la combinación de un tranquilizante como diazepam y un analgésico oral. Los peelings de TCA a menudo no requieren anestesia, aun cuando la solución en sí no tiene ningún efecto adormecedor, al contrario de fenol. El paciente generalmente siente una sensación de calor o ardor.
El fenol fue históricamente una exfoliación química profunda. Las soluciones de peeling de fenol eran muy dolorosas y la mayoría de los profesionales las realizaban bajo el efecto de la anestesia general, administrado por un médico anestesiólogo o enfermera anestesista. Hoy en día se denomina más correctamente como un peeling de aceite de crotón, ya que ha demostrado ser el ingrediente activo responsable de la mayoría de sus efectos. Formulaciones recientes permiten una mayor variación en la profundidad del tratamiento, además de que permiten su uso bajo sedación por vía oral o intravenosa, por lo general en combinación con inyecciones de anestésicos locales.